# Карпенето (Савона)
Карпенето је насеље у Италији у округу Савона, региону Лигурија.
Према процени из 2011. у насељу је живело 70 становника. Насеље се налази на надморској висини од 320 м.